# حسادت جنسی

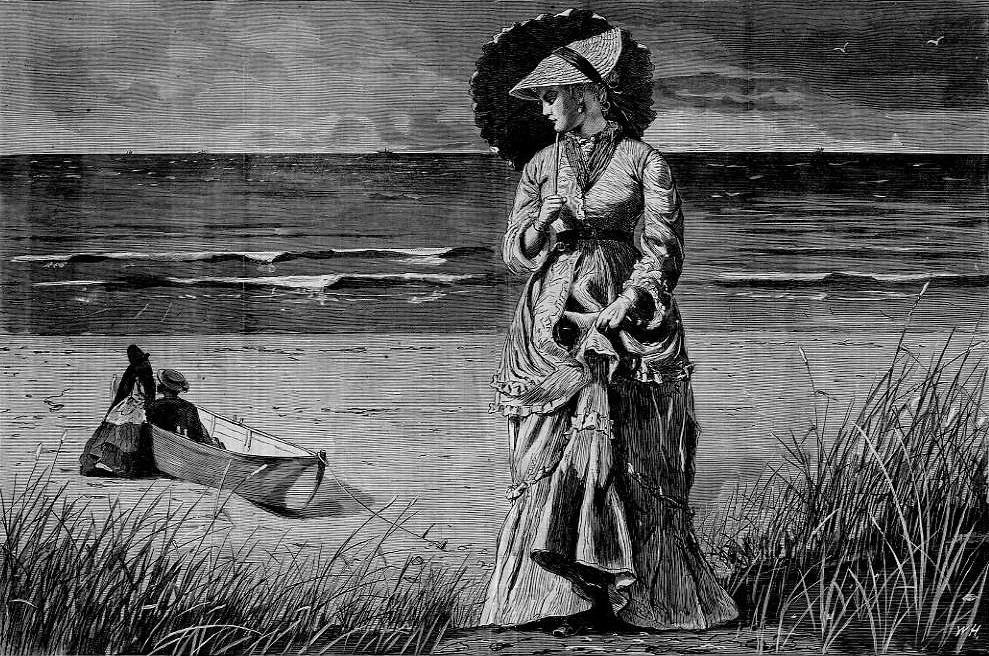
این زن یک نوع حس حسادت را تجربه می کند که طبیعت طی هزاران سال از طریق مکانیسم های مختلف فرگشتی ایجاد کرده و درون گونه ی انسان خردمند قرار داده است.

حسادت جنسی (به انگلیسی: Sexual jealousy) نوع خاصی از حسادت در روابط جنسی است که در میان حیواناتی که از طریق لقاح داخلی (internal fertilization) تولیدمثل می‌کنند وجود دارد؛ این نوع حسادت مبتنی بر سوءظنِ جنسی یا خیانت جنسی قریب‌الوقوع است. حسادت جنسی بر پایه غریزه‌ی حفاظت از ژن‌ها در مخزن ژنی و انتظار جفت‌های جنسی برای مراقبت از نوزاد بنیان نهاده شده است. مفهوم حسادت جنسی در میان انسان‌ها و نخستی‌ های غیرانسان را علم روان‌شناسی تکاملی مورد مطالعه قرار می‌دهد.